# 334

## Догађаји
- Флавије Оптат и Амније Маније Цезоније Никомах Аниције Павлин римски конзули .
- Константинова војска побеђује Сармате на Дунаву и враћа Арија из изгнанства.
- Флавије Далмације је угушио Калокеров устанак.
- Први помен Протобугара.
- Побуњеници против Муронг Хуанга су имали извесног успеха, али нису наставили даље. Муронг Хуанг је одбио налет Дуанаца и покорио Лиаодунга.